# 샤넬 넘버5

샤넬 넘버5(Chanel No. 5)는 프랑스의 오트쿠튀르 코코 샤넬이 1921년 선보인 최초의 향수이다. 이 방향 화합물의 향수 공식은 프랑스계 러시아인 화학자 에른스트 뷰에 의해 만들어졌다. 이 병의 디자인은 제품 브랜드의 중요한 부분으로 지금까지 남아있다. 코코 샤넬은 이 향수의 첫 얼굴이며 1937년 하퍼스 바자가 출간한 광고에 등장한다.

## 유명인사 앰베서더
- 코코 샤넬
- 수지 파커
- 앨리 맥그로
- 진 슈림프턴
- 카트린 드뇌브
- 카롤 부케
- 에스텔라 워런
- 니콜 키드먼
- 오드레 토투
- 브래드 피트
- 마릴린 먼로
- 지젤 번천
- 릴리로즈 뎁
- 마리옹 코티야르